# Cameltoe

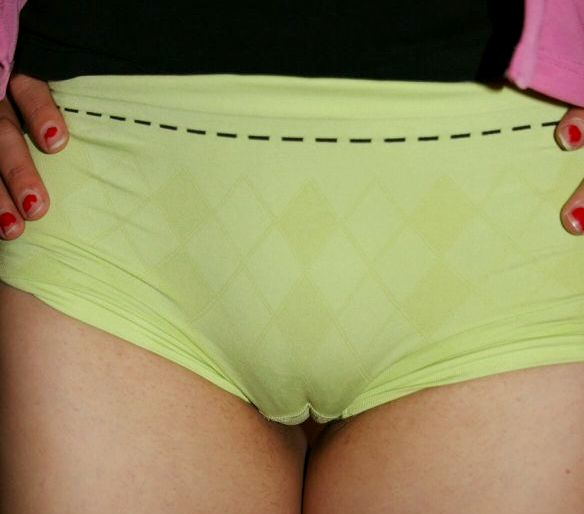
Un cameltoe

Cameltoe (en català, literalment, 'peülla de camell') és un terme de l'argot sexual anglès que defineix la línia que deixa apreciar els llavis majors de la vulva de la dona sota la roba molt estreta o ajustada. Apareix amb la forma d'una W. Normalment s'aprecia des del davant, encara que en algunes postures és possible veure-ho des del darrere. Algunes pàgines web recopilen fotografies sobre cameltoes de famoses.
El grau amb què sobresurt "el Mont de Venus" depèn de diversos factors, incloent-hi el pes i la variació anatòmica.